# Ouette gyrus
Ouette gyrus är en spindelart som beskrevs av Tong och Li 2007. Ouette gyrus ingår i släktet Ouette och familjen Ochyroceratidae. Inga underarter finns listade i Catalogue of Life.